# Aerosvit Airlines
AeroSvit Airlines (ukrainisch АероСвіт, deutsch Himmelswelt) war eine ukrainische Fluggesellschaft mit Sitz in Kiew und Basis auf dem Flughafen Kiew-Boryspil. Ende Dezember 2012 meldete sie Insolvenz an, wollte den Flugbetrieb jedoch weiter aufrechterhalten. Bis März 2013 wurden jedoch nach und nach alle Routen eingestellt.

## Geschichte
Die Gesellschaft wurde am 25. März 1992 als Joint Venture zwischen der ukrainischen Regierung und privaten Investoren als Aktiengesellschaft gegründet. Aktionäre waren mit einem Anteil von 22 Prozent der staatliche ukrainische Vermögensfonds, 25 Prozent die Gesellschaft GenAvia-Invest, 9,8 Prozent das Unternehmen Ukrinfokonsalt sowie 4,8 Prozent das ukrainische Unternehmen Bjuro. 38 Prozent der Anteile waren im Besitz der Gilward Investments B.V. aus den Niederlanden. Im April 1994 begann der Flugbetrieb von Kiew nach Tel Aviv, Odessa, Thessaloniki, Athen und Larnaka, zunächst noch unter dem Namen Aerosweet – dieser Name blieb bis 1999 bestehen, bis die Fluggesellschaft ihren heutigen Namen erhielt. Ab Oktober 1994 wurde mit der ersten geleasten Boeing 737-200 auch Moskau angeflogen.
Bis zum Jahr 2004 wurden Direktflüge nach Asien und Amerika aufgenommen. Im Februar 2007 wurde eine Zusammenarbeit mit Donbassaero und Dniproawia vereinbart, zudem bestand ein Codeshare-Abkommen mit Hamburg Airways.
Im November 2009 übernahm der ukrainische Milliardär Ihor Kolomojskyj die Mehrheit an AeroSvit. Anfang 2010 stellten die unter der Kontrolle der Privat-Gruppe von Kolomojskyj stehenden Fluggesellschaften beim Kartellamt der Ukraine einen Antrag auf eine Fusion.
Aerosvit war die erste Fluggesellschaft der Ukraine, bei der alle Flüge auch über das Internet buchbar waren.

### Insolvenz
Im Dezember 2012 wurde bekannt, dass AeroSvit den Moskauer Flughafen Scheremeteyvo aufgrund unbezahlter Rechnungen in Höhe von vier Millionen Euro nicht mehr anfliegen darf. Zeitweise galt aufgrund offener Forderungen der Behörden ein Einflugverbot für ganz Russland.
Nachdem am 3. Januar bekannt geworden war, dass AeroSvit bereits am 29. Dezember 2012 bei einem Gericht in Kiew Insolvenz beantragt habe, erklärte die Leitung des Flughafens Kiew-Boryspil, der Heimatbasis der Gesellschaft, am 4. Januar 2013 sie werde keine Flüge von Aerosvit mehr abfertigen bzw. die geplanten Flüge annullieren. Der Grund seien die hohen Schulden der Fluggesellschaft beim Flughafenbetreiber. Aerosvit will den Flugbetrieb jedoch grundsätzlich aufrechterhalten. Mit Stand vom 24. Januar 2013 bediente die Fluggesellschaft nur noch zwei Inlands- sowie drei Langstreckenrouten, welche bis Anfang Februar jedoch ebenfalls ausgesetzt wurden und nach einer Verschiebung frühestens im April 2013 wieder aufgenommen werden sollten.
Mit Stand Juli 2013 wurden die Webseiten der Gesellschaft abgeschaltet, während die Konkurrentin Ukraine International Airlines nach und nach immer mehr ehemalige Flugzeuge und Routen von Aerosvit übernimmt.

## Flugziele

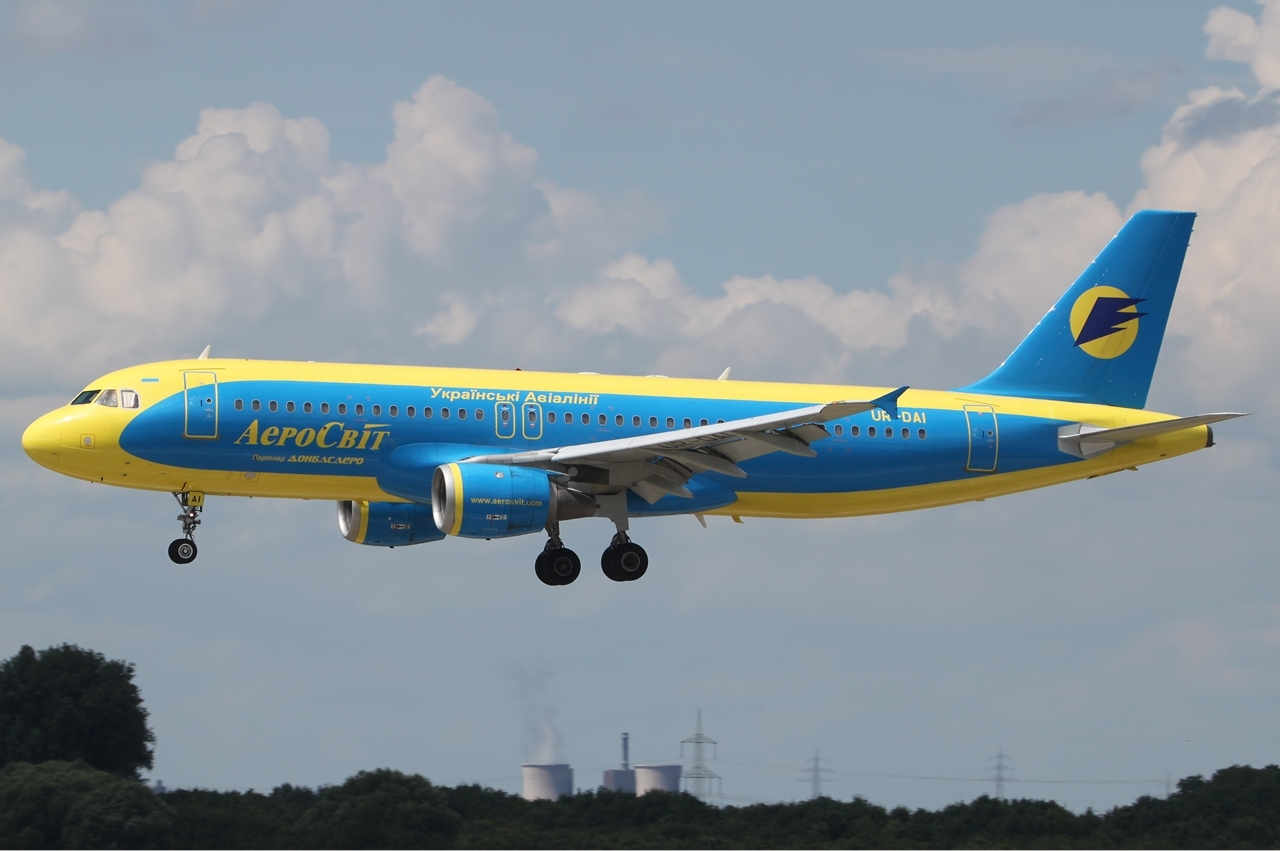
Ein Airbus A320-200 der AeroSvit

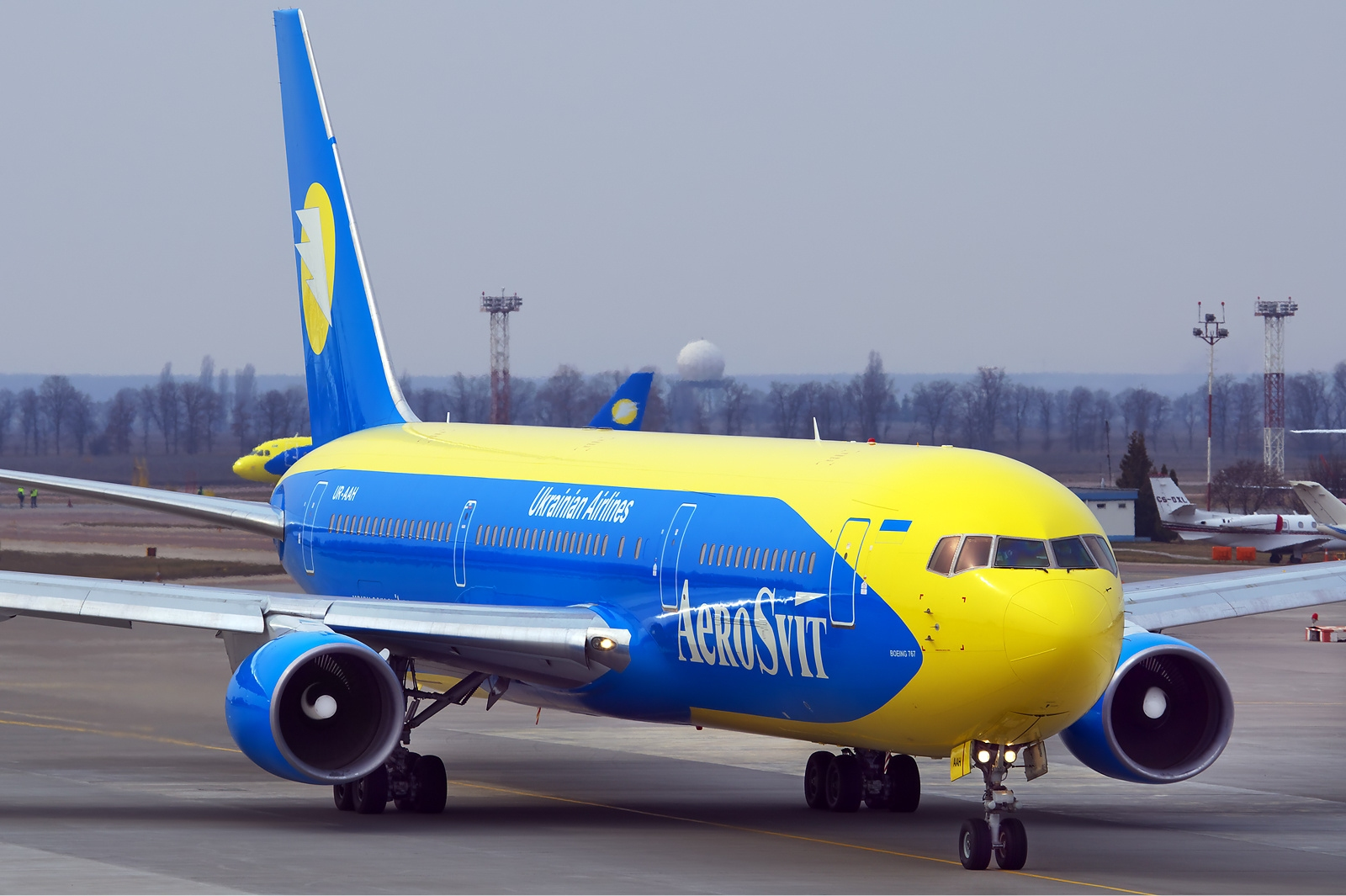
Eine Boeing 767-300ER der AeroSvit

AeroSvit bediente vor allem von ihrem Heimatflughafen Kiew-Boryspil aus internationale Flugrouten und verband die Ukraine mit 28 Ländern. In Deutschland fand man Düsseldorf, Hamburg, Berlin und Stuttgart unter den Zielen. Es bestand zudem eine Direktverbindung zwischen Berlin und Dnipropetrowsk. Innerhalb der Ukraine verband sie 12 der größten Städte.

## Flotte
Mit Stand Januar 2013 bestand die Flotte der AeroSvit Airlines aus 31 Flugzeugen:
- 3 Airbus A320-200
- 1 Antonow An-24RV
- 1 ATR 72-200
- 3 Boeing 737-300
- 4 Boeing 737-400
- 4 Boeing 737-500
- 2 Boeing 737-700
- 2 Boeing 737-800
- 8 Boeing 767-300ER
- 2 Embraer 190

Bestellungen
- 5 Boeing 737-800

## Zwischenfälle

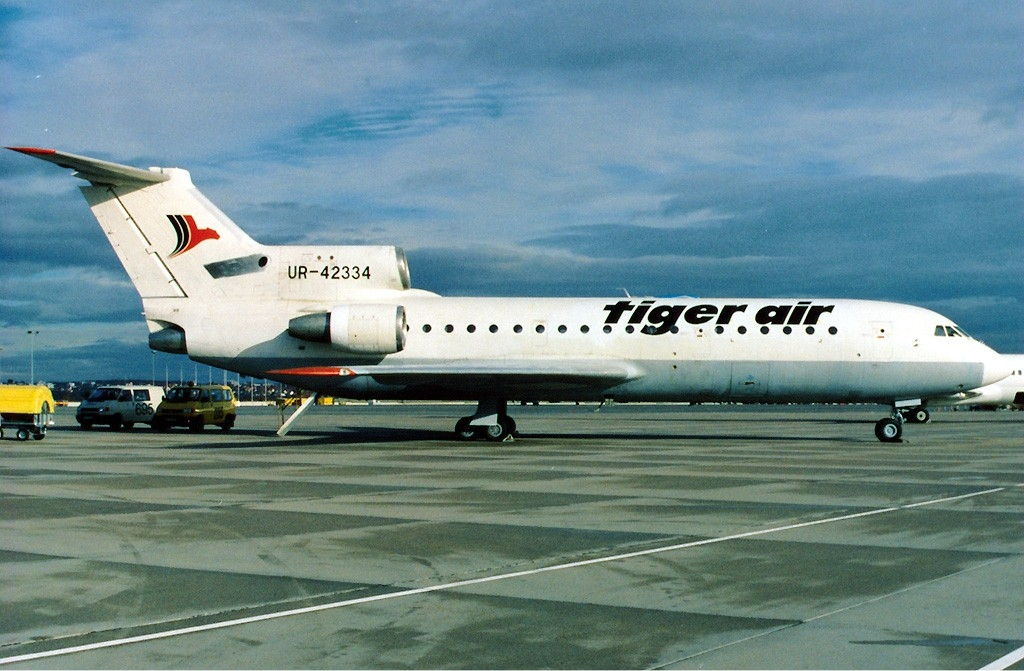
Die verunglückte Jakowlew Jak-42 mit der Bemalung des vormaligen Benutzers Tiger Air, 1997

Die Aerosvit Airlines verzeichnete in ihrer Geschichte einen Zwischenfall mit Todesopfern. Am 17. Dezember 1997 verunglückte eine Jakowlew Jak-42 (Kennzeichen UR-42334), unterwegs von Odessa nach Thessaloniki, mit 62 Passagieren und 8 Mann Besatzung bei der Landung in Thessaloniki. Die Besatzung war außerstande das Flugzeug bei Nacht mittels Instrumentenlandesystem in Thessaloniki zu landen. Beim Unglück kamen alle 70 Personen ums Leben.